# 노키아 N8
노키아 N8은 노키아가 2010년 10월에 출시한 스마트폰이다. 2011년 1분기에 한국에서도 출시될 예정었으나, 석연치 않은 이유로 출시가 무산되었다.
2010년 4월 27일에 발표된 노키아 N8은 심비안^3 모바일 운영 체제에서 실행되는 최초의 장치였으며 올해 회사의 주력 장치였다. 2010년 9월 30일 노키아 온라인 스토어에서 출시된 후 2010년 10월 1일 전 세계 시장에 출시되었다. N8과 N8-00의 두 가지 버전이 만들어졌다. N8은 보다폰용으로 제작되어 해당 네트워크에 고정되어 있으며 N8-00은 마이크로소프트와 개방형 네트워크에서 제작되었다.
N8은 16GB의 대용량 메모리를 갖춘 3.5인치 AMOLED 디스플레이와 1200만 화소 카메라를 갖추고 있는데, 이러한 메가픽셀 수의 카메라가 두 번째로 사용되었다(첫 번째 카메라는 2009년 Sony Ericsson Satio). 플래시(예: 노키아 N82)와 매우 큰 1/1.83" 센서 크기(당시 대부분의 일반 카메라보다 큼)를 갖추고 있다. 또한 720p HD 비디오 녹화, 펜타밴드 3.5G 라디오 및 FM 기능도 갖추고 있다. 연결 기능 중에는 HDMI 출력, USB On-The-Go 및 Wi-Fi 802.11 b/g/n이 있다.
N8은 스마트폰 업계의 치열해지는 경쟁에 맞서기 위해 노키아에게 중요한 장치였으며, 개선된 심비안^3 소프트웨어도 중요했다. 이 장치는 출시 날짜를 몇 달 앞당겨 여러 차례 지연되었으며 이는 회사에 부정적인 영향을 미쳤다. 심비안 소프트웨어에 대한 엇갈린 견해에도 불구하고 N8의 하드웨어 빌드와 카메라 품질은 매우 호평을 받았으며 많은 사람들이 이를 "최고의 카메라 폰"이라고 불렀다. N8은 또한 2011년 Windows Phone 소프트웨어에서 실행된 노키아 루미아 800으로 인해 심비안을 실행하는 노키아의 마지막 주력 장치가 되었다. N8의 심비안 후속 제품인 노키아 808 PureView는 2012년에 출시되었다.

## 같이 보기
- 스마트폰 비교